# 尼安村
尼安村是中华人民共和国陕西省咸阳市武功县小村镇所辖的一个行政村。该行政村包含东尼安、西尼安两自然村。全行政村529户、人口2441人，分为10个村民小组。耕地面积1835亩。